# 章廷楷
章廷皆，会稽人，是一名清朝政治人物。监生出身。
章廷皆曾于乾隆十年(1745年)接替锡珠任建宁府知府一职，乾隆十二年(1747年)由徐士俊接任。